# Anfiteatro Pôr do Sol

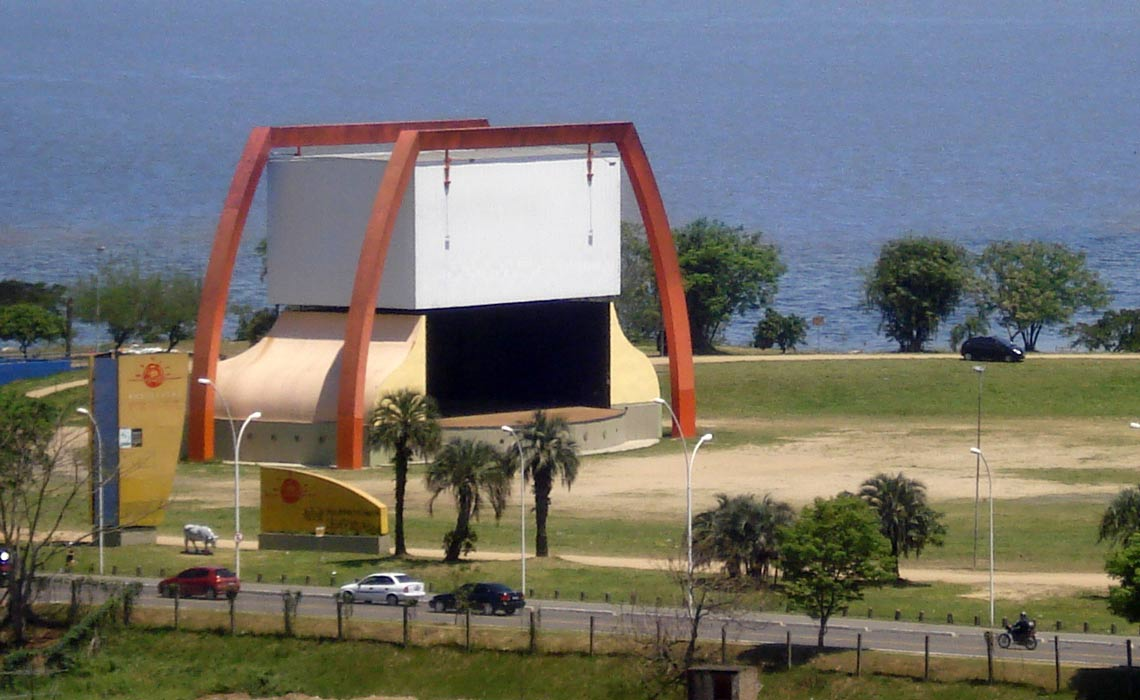
Vista do Anfiteatro

O Anfiteatro Pôr do Sol é uma local para espetáculos e eventos a céu aberto em Porto Alegre, capital do estado brasileiro do Rio Grande do Sul. Foi inaugurado no dia 13 de maio de 2000. Com capacidade para aproximadamente 70.000 pessoas, tendo seu nome sido escolhido por votação popular.
Localizado próximo do Parque Maurício Sirotsky Sobrinho (Parque da Harmonia), no bairro Praia de Belas, o Anfiteatro está situado no chamado "Trecho 02" do Parque Urbano da Orla do Guaíba, estando a poucos metros da foz do Arroio Dilúvio.
Entre os principais eventos realizados no local, estão as três edições do Fórum Social Mundial e as gravações dos álbuns ao vivo em Porto Alegre em 2006 do Tchê Barbaridade, Ainda Existe Uma Cruz, do grupo gospel mineiro Diante do Trono e Até Onde Vai, e do grupo pop Jota Quest, também de Minas Gerais.
Em abril de 2022, a Prefeitura Municipal anunciou a decisão de demolir o Anfiteatro, por conta de sua estrutura condenada. A edificação ficou sem uso nos últimos sete anos, quando seu alvará de incêndio venceu, sofrendo ações de vandalismo e tornando-se ponto para tráfico de drogas. A demolição deverá ocorrer apenas quando uma nova proposta for anunciada.